# Matthias Wiegand
Matthias Wiegand (nascido em 22 de abril de 1954) é um ex-ciclista alemão que competiu no ciclismo nos Jogos Olímpicos de Verão de 1980 em Moscou, onde ganhou a medalha de prata na perseguição por equipes. Também competiu no Jogos Olímpicos de Verão de 1972.